# 布団ちゃん
布団ちゃん（ふとんちゃん、1985年〈昭和60年〉7月6日 - ）は、日本のゲーム実況者、YouTuber。本名は松本 匡生（まつもと まさお）。主にOPENREC.tvでゲーム実況、雑談などの配信活動を行っている。また、YouTubeでは料理配信活動も行っている。2024年9月からTwitchでの活動も本格的に始めた。

## 来歴
作業療法士として勤務する傍ら、2013年頃より配信者として活動を始める。2020年頃からは作業療法士の仕事を非常勤として、配信者としての活動を本格的に開始した。2024年12月31日、VARRELのストリーマー部門に加入を発表。

## 人物
- ゲーム実況者の加藤純一は高校時代からの親友。
- 主にOPENRECで活動している。
- 『スイカゲーム』が流行るきっかけになった配信をしている[4][5]。
- 喫煙者。以前は禁煙していたが再び始めた。
- 小学校時代はサッカーを習っていたがボディション上(サイドバック)、試合においてなかなか派手に動く事ができなく、その際友達にちゃんとプレーするよう言われたことに腹が立ち殴り合いの喧嘩をして途中で辞めたという。又、その後にスイミングスクールに通い始めるがやる気が沸かずプール終わりの風呂に3時間ほど入って時間を潰していることが多々あったそうである。
- 高校時代は体操部に所属していたが部活中に先生や先輩がいるにもかかわらず、漫画を読んだり友達と卓球をしたりしていた。
- 専門学校の夜間コースに通っていた。日中は普通のサラリーマンをしているのにもかかわらず「これからの時代は国家資格だ」と見切りをつけて学校に通う人、昼は地下アイドルをして夜に学校に通う人など、様々な人たちと共に学んでいた。その後、無事資格を取得した。専門学校時代は相当なゴミ屋敷に住んでいた。本人曰く、「顔をゴキブリが這っても気にしなかった」。
- チーズやチョコレートが苦手。現在はある程度克服している。
- RTAは走者すら満足にいないマイナー種目でも何でもとにかく世界記録に拘る派で、自身もRTAの世界記録を何種目かで持っている。

### イベント
- 配信者ハイパーゲーム大会 (2023年3月25日・26日、OPENREC.tv)
- 第2回配信者ハイパーゲーム大会 (2024年3月16日・17日、OPENREC.tv)
- The k4sen Con（2024年10月13日）
- VERSUS(2025年3月8日・9日、OPENREC.tv)

## 書籍
- 布団ちゃん『魔神の一皿』宝島社、2023年6月7日。ISBN 978-4-299-03900-2。